# Pira

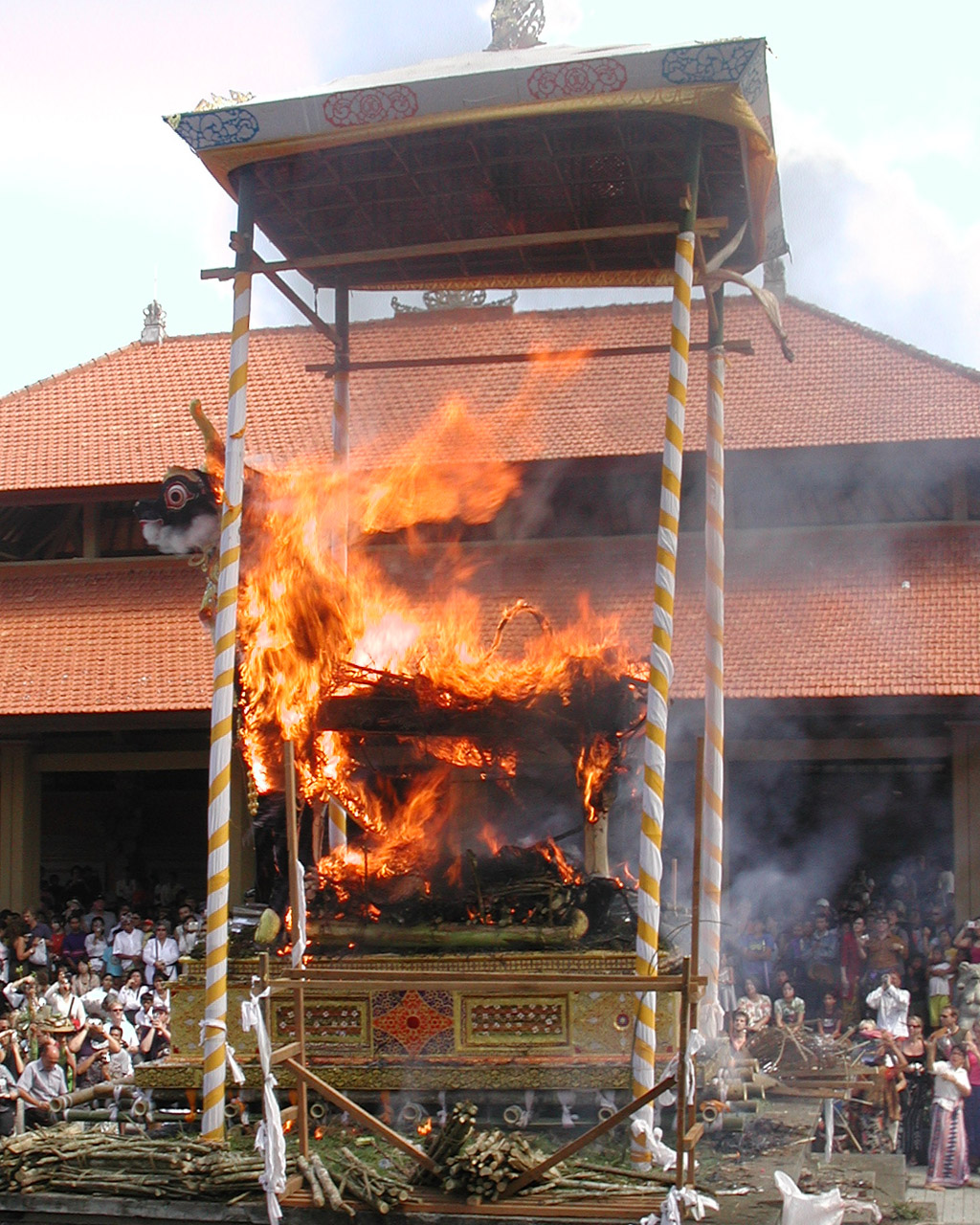
Uma cerimônia de cremação em Ubud em 2005

Uma pira (em grego antigo: πυρά, pyrá; de πῦρ (pûr), "fogo"), também conhecida como pira funerária, é uma estrutura, geralmente feita de madeira, para queimar um corpo como parte de uma execução ou rito funerário. Como forma de cremação, um corpo é colocado sobre ou sob a pira, que então é incendiada.
Ao discutir a religião grega antiga, "pira" (a palavra grega normal para fogo) também é usada para os fogos sagrados nos altares, nos quais partes do sacrifício animal eram queimadas como oferenda à divindade.
Tradicionalmente, as piras são usadas para a cremação dos mortos nas religiões hindu e sique, uma prática que remonta a vários milhares de anos. As piras funerárias também eram usadas na cultura germânica e romana, dentre outras.

## Materiais
As piras são feitas de madeira. A composição de uma pira pode ser determinada através do uso da análise de carvão. A análise do carvão vegetal ajuda a prever a composição do combustível e a silvicultura local do carvão vegetal em estudo.

## Antiguidade
Em diversos períodos e partes do mundo, desde o Paleolítico Superior, encontra-se evidência do uso de cremação.
Foram encontrados cerca de 25.000 sítios pré-históricos de cremação na Dinamarca, datando desde o período mesolítico (c. 8000 a.C.). Ela se tornou um rito muito popular lá e em toda a Escandinávia, a partir da Idade do Bronze (c. 1000-500 a.C.) até a Era Viking.
Na Irlanda, é relativamente escasso o número de piras identificadas. Lá, a cremação e inumação eram rituais mortuários complementares, porém houve uma mudança de tendência a partir de 1500 a.C., em que a cremação se tornou a prática principal. Sítios de cremação ocorrem em grande quantidade no sul da Inglaterra a partir de 100 a.C., em uma nova tradição mortuária que foi interpretada como a chegada de novos povos e costumes a partir do continente europeu, ou então, segundo visões mais recentes, como mudanças nativas a partir da interação cultural de longa distância. Houve uma tendência de se considerar que sítios europeus da Idade de Ferro poderiam indicar em grande parte a doutrina dos druidas, porém pela evidência arqueológica desses locais não é possível estabelecer uma cultura homogênea ao longo da antiguidade. Alguns autores clássicos afirmaram que a adoção de cremação no sudeste da Inglaterra indicaria a crença na alma e reencarnação, devido a uma associação entre o fogo e a libertação do espírito do corpo; porém, a associação entre cremação e a existência da alma não é universal e um novo rito fúnebre nem sempre indica uma mudança de crenças religiosas.

### Piras romanas
No período que antecedeu o século II d.C., as práticas funerárias populares em Roma consistiam na cremação em uma pira. As práticas funerárias ideais envolviam queimar uma pira ornamental para o falecido, que queimaria com calor suficiente e por tempo suficiente para deixar apenas cinzas e pequenos fragmentos de ossos. Ter que usar a pira de outra pessoa era sinal de pobreza ou de casos de emergência.
Os locais onde regularmente se erigiam as piras eram chamados de ustrinos (ustrina; singular: ustrinum), localizados fora da cidade. Havia também onde uma pira era construída sobre ou dentro de uma cova de sepultura, ocorrendo ali mesmo o enterro, e esse local era denominado busto (bustum). Os busta eram raros em Roma e na Óstia, sendo comuns no norte da Itália e no sul da Gália, principalmente no primeiro século.
O processo de construção e queima adequada de uma pira funerária é uma tarefa que exige habilidade. Muitas vezes, as piras não queimavam com calor suficiente para cremar adequadamente os restos humanos. As piras tinham que ser mantidas alimentando a chama e varrendo a pira para permitir um bom fluxo de oxigênio. A literatura antiga se refere ao trabalho especializado de um ustor, que significa um construtor profissional de piras, derivado da palavra latina ūrere, que significa queimar. No entanto, independentemente da formação profissional, as piras eram imprevisíveis e davam errado regularmente. Plínio, o Velho, escreve sobre casos extremos em que corpos foram atirados para fora da pira devido à força das chamas. Outros casos, descritos por Plutarco, envolvendo vítimas falecidas de envenenamento, resultaram na ruptura do corpo humano e no encharcamento da pira.

## Usos

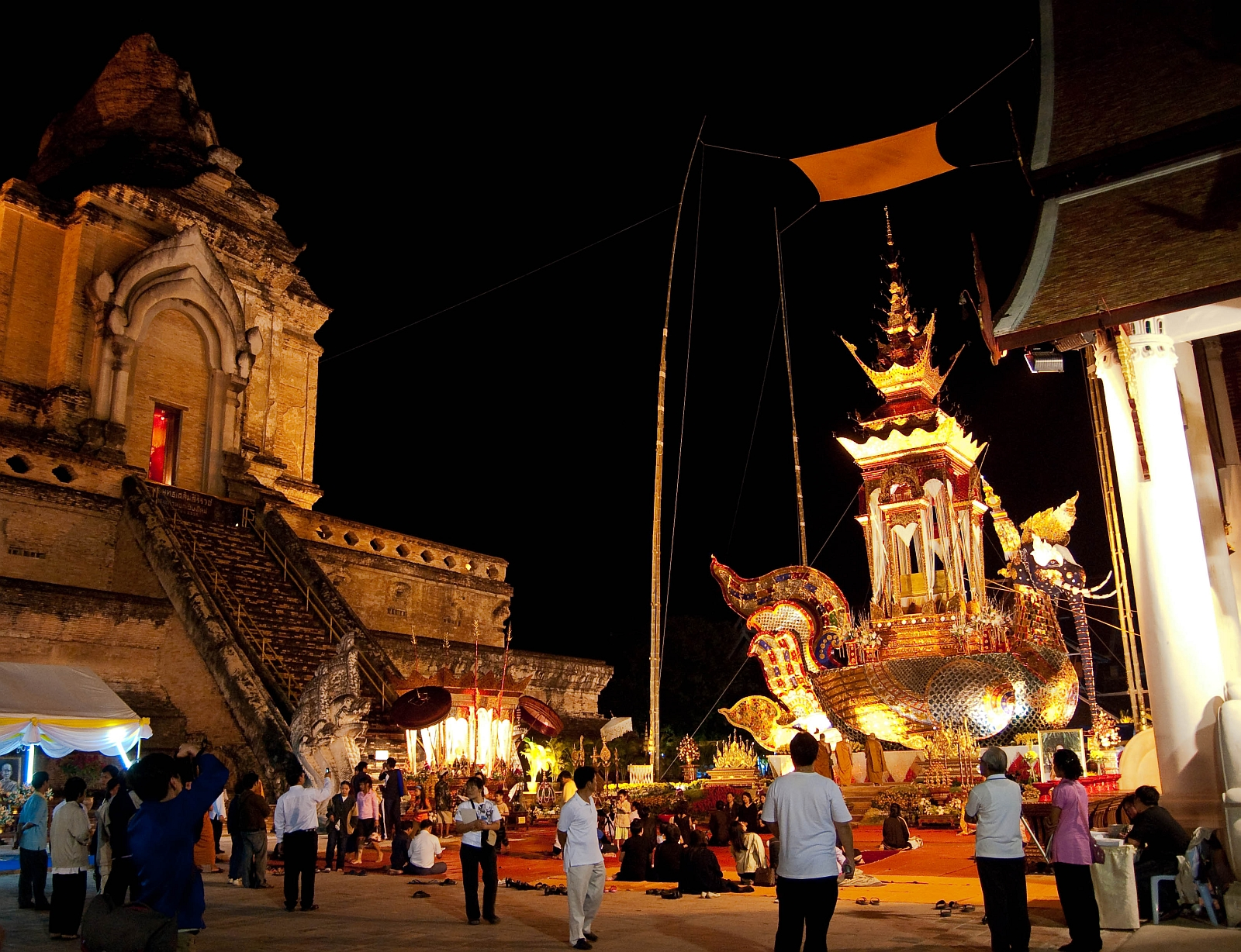
A pira funerária de Chan Kusalo (o alto monge budista do norte da Tailândia) em Wat Chedi Luang, Chiang Mai, Tailândia

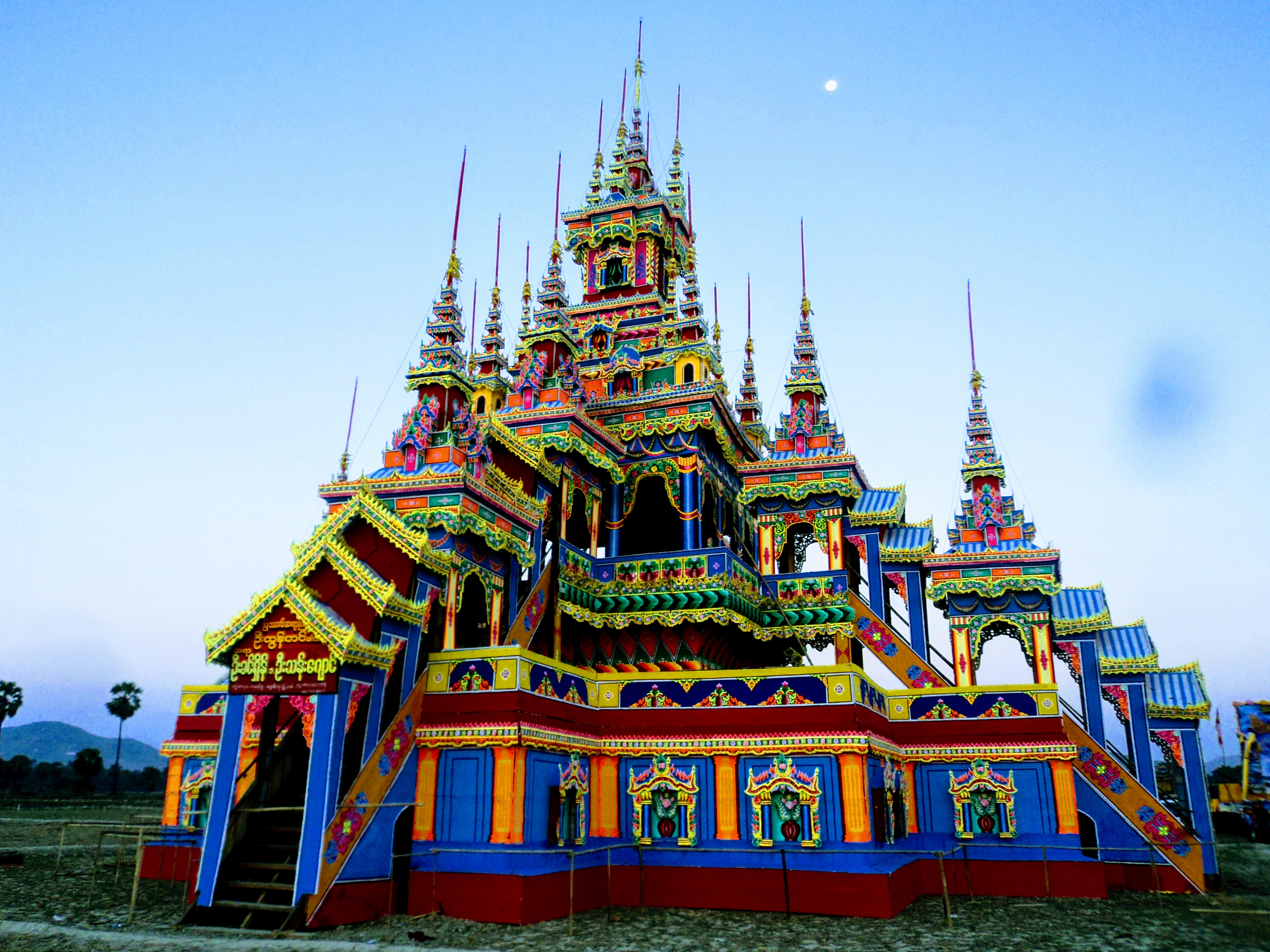
A pira funerária em andares do monge budista birmanês na vila de Pa-Auk, estado de Mon.

### Religiosos
Piras são acesas 24 horas por dia em Varanasi, na Índia, pois é considerada uma das cidades mais antigas ainda existentes. Os hindus acreditam que ao depositar as cinzas dos mortos no rio Ganges, em Varanasi, os mortos alcançarão Moksha. Os hindus viajam grandes distâncias para realizar tarefas ritualísticas, como rezar, cuidar dos seus mortos ou morrer.
Alguns grupos hindus praticavam sati. Sati é o ato de autoimolação voluntária de uma viúva do marido falecido com seu cadáver ou restos mortais. Isso envolve se voluntariar (e geralmente estar em estado de samadhi) para ser queimada viva na pira com os restos mortais de seu marido para um estado de vida mais elevado.

### Seculares
Piras funerárias foram usadas pelos nazistas para cremar os corpos de mais de 1.500.000 prisioneiros nos campos de extermínio de Belzec, Sobibor e Treblinka, em contraste com os crematórios usados em outros campos. As piras também têm sido utilizadas para eliminar grandes quantidades de gado na agricultura, especialmente aqueles infectados com doenças.

## Impactos ambientais

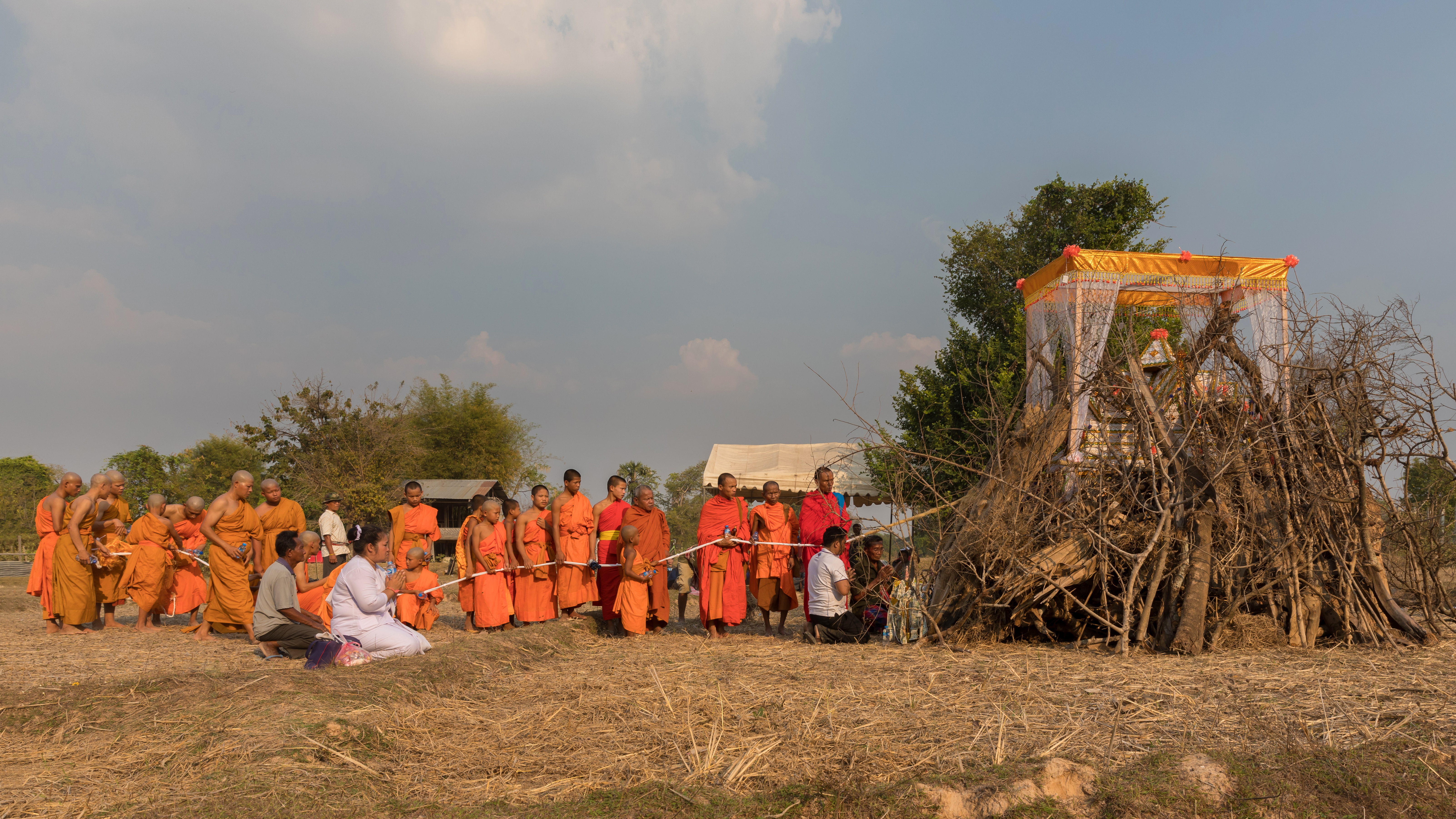
Monges budistas em procissão em frente a uma pira no Laos

Uma pira funerária hindu tradicional leva seis horas e queima 500–600 kg de madeira para queimar um corpo completamente. Todos os anos, cinquenta a sessenta milhões de árvores são queimadas durante as cremações na Índia, o que resulta em cerca de oito milhões de toneladas de dióxido de carbono ou emissões de gases com efeito de estufa. A poluição atmosférica, o desmatamento e grandes quantidades de cinzas, que posteriormente são lançadas nos rios, aumentando a toxicidade das suas águas, colocam grandes problemas ambientais.
O aquecimento da atmosfera causado por aerossóis carbonáceos resultantes de atividades humanas é um fator significativo nas mudanças climáticas no sul da Ásia. Nesta região, o uso de combustíveis fósseis e biocombustíveis residenciais foi documentado como os principais emissores de aerossóis de carbono negro que absorvem luz. Um estudo determinou que o carbono orgânico emitido contribuiu com 40% para a absorção da radiação solar visível pela fumaça, cerca de 92 Gg anualmente.
Outro estudo examinou as frações carbonáceas associadas a PM2.5/PM10 de locais internos durante práticas rituais asiáticas de cremação, e concluiu que há níveis drasticamente mais altos de marcadores de queima de biomassa em rituais de sepultamento realizados em ambientes fechados, em comparação aos níveis coletados em ambientes internos residenciais e ambientes externos, com níveis atingindo de três a oito vezes mais altos de aerossóis carbonáceos. Também foi descoberto que esses altos níveis químicos estão correlacionados a níveis mais altos de fração de aerossol durante os meses de inverno, tanto em santuários sagrados muçulmanos quanto em locais de casamento. O estudo concluiu que as concentrações de PM eram significativamente mais elevadas em locais de rituais internos.

## Legalidade das piras a céu aberto
Nos tempos antigos, queimar corpos era uma forma praticada de sepultamento. As cremações ao ar livre, conhecidas como piras funerárias, são incomuns e até ilegais em alguns países, particularmente no mundo ocidental, porque são consideradas tabu. Embora a cremação seja comum, as cremações ao ar livre no Reino Unido foram consideradas ilegais pela Lei de Cremação de 1902. A lei foi criada para impedir a criação de uma indústria privada de cremação e por questões relacionadas à propriedade. Mas naquela época as preocupações ambientais não desempenharam qualquer papel na criação da lei.

Em fevereiro de 2010, um homem hindu chamado Davender Ghai obteve autorização para ser cremado numa pira tradicional ao ar livre, quando um tribunal de recurso no Reino Unido decidiu que era legal cremar dentro de um edifício com telhado aberto e longe de estradas ou casas. Nos EUA, um grupo em Crestone, Colorado, que faz parte do Crestone End of Life Project, obteve permissão legal para realizar “cremações ao ar livre”. Outros tentaram abrir mais piras funerárias ao ar livre, mas enfrentaram desaprovação. Crestone, Colorado é o único lugar onde as cremações ao ar livre são legais nos Estados Unidos. Elas podem ser realizadas em torno de 12 vezes por ano, independentemente da religião, e as famílias podem se envolver no processo se quiserem. Neste momento, o grupo só permite que pessoas que fazem parte da comunidade local escolham este enterro alternativo.